# 우보 (축구 선수)
우보(중국어: 吴波 우보[*], 1997년 4월 24일 ~ )은 중화인민공화국의 축구 선수로, 포지션은 왼쪽 풀백이다. 2018년 현재 K리그2 부천 FC 1995 소속이다.